# Бернсторфы
Бернсторф (нем. von Bernstorff) — старинный немецкий дворянский род.
Откуда произошли лорды Бернсторф, неизвестно. Достоверно известно, что они прибыли в Мекленбург в начале XII века. В 1237 году в документах впервые упоминается место под названием Бернсторф около Гревесмюлена. Поскольку это была вновь образованная деревня, можно сделать вывод, что деревня Бернхарда была основана около 1230 года. Таким образом, название восходит к семье фон Бернсторф, которая владела поместьем Бернардесторп с XIII века. Однако оно не относилось к родовому имению семьи Бернсторф.
Члены рода с XII века владели в Мекленбурге поместьями Бернсторф (усадьба Бернсторф) и Тешов.
В 1767 году барон Юхан Хартвиг Эрнст Бернсторф («старший») вместе с братом и его сыновьями, среди которых был Андреас Петер («младший» Бернсторф) получили от датского короля Кристиана VII графский титул.

## Известные представители
- Бернсторф, Альбрехт (1809—1873) — граф, прусский государственный и политический деятель, министр иностранных дел, дипломат.
- Бернсторф, Андреас Петер (1735—1797) — граф, датский государственный и политический деятель, министр иностранных дел Дании.
- Бернсторф, Кристиан Гюнтер (1769—1835) — граф, датский и прусский государственный деятель, сын Андреаса Петера Бернсторфа.
- Бернсторф, Юхан Хартвиг Эрнст (1712—1772) — граф, датский государственный деятель.